# Кафява птица носорог
Кафявата птица носорог (Buceros hydrocorax) е вид птица от семейство Носорогови птици (Bucerotidae). Видът е почти застрашен от изчезване.

## Разпространение
Видът е разпространен във Филипините.